# Life Starts Here
Life Starts Here è il secondo album in studio long playing del gruppo Airport 5; venne pubblicato negli Stati Uniti d'America nel 2002 sia in vinile che in CD dalla Fading Captain Series.

## Tracce
Tutti i brani sono scritti e suonati da Tobin Sprout e Robert Pollard.
Lato A
1. Intro - 1.07
2. We're In The Business - 2.31
3. Yellow Wife No. 5 - 2.11
4. Wrong Drama Addiction (...And Life Starts Here...) - 7.25
5. However Young They Are - 2.38
6. The Dawntrust Guarantee - 1.14

Lato B
1. Forever Since - 2.40
2. Impressions Of A Leg - 2.21
3. How Brown? - 4.39
4. Natives Approach Our Plane - 3.02
5. I Can't Freeze Anymore - 3.30
6. Out In The World - 2.33